# Saint-Ouen-le-Brisoult
Saint-Ouen-le-Brisoult ist eine Gemeinde im französischen Département Orne in der Normandie. Sie gehört zum Arrondissement Alençon und zum Kanton Magny-le-Désert. Nachbargemeinden sind La Ferté Macé im Nordwesten, Saint-Patrice-du-Désert im Nordosten, Neuilly-le-Vendin im Südosten, Madré im Südwesten und Méhoudin im Westen.

## Bevölkerungsentwicklung
| Jahr      | 1962 | 1968 | 1975 | 1982 | 1990 | 1999 | 2008 | 2015 | 2020 |
| --------- | ---- | ---- | ---- | ---- | ---- | ---- | ---- | ---- | ---- |
| Einwohner | 200  | 172  | 138  | 125  | 121  | 105  | 140  | 124  | 119  |

## Sehenswürdigkeiten
- Église Saint-Ouen: Katholischer Kirchenbau aus dem 19. Jahrhundert. Die Altarbilder aus dem 17. Jahrhundert, Statuen und Gemälde sind als historische Denkmale (Monuments historique) klassifiziert.[2]
- Das Schloss Vaugeois (Château de Vaugeois) im Ortsteil Montreuil, durchflossen vom malerischen Fluss Mayenne, ist ein ehemaliger Adelssitz. Das Schloss stammt aus der Zeit vor 1510. Aus den verschiedenen Bauphasen  sind verschiedene architektonische Elemente erhalten geblieben, darunter der Backstein- und Steinturm aus dem 19. Jahrhundert.[3][4]

Schloss Vaugeois im Jahr 1900